# Epigaea gaultherioides
Epigaea gaultherioides är en ljungväxtart som först beskrevs av Pierre Edmond Boissier, och fick sitt nu gällande namn av Armen Tachtadzjan. Epigaea gaultherioides ingår i släktet Epigaea och familjen ljungväxter. Inga underarter finns listade i Catalogue of Life.

## Bildgalleri

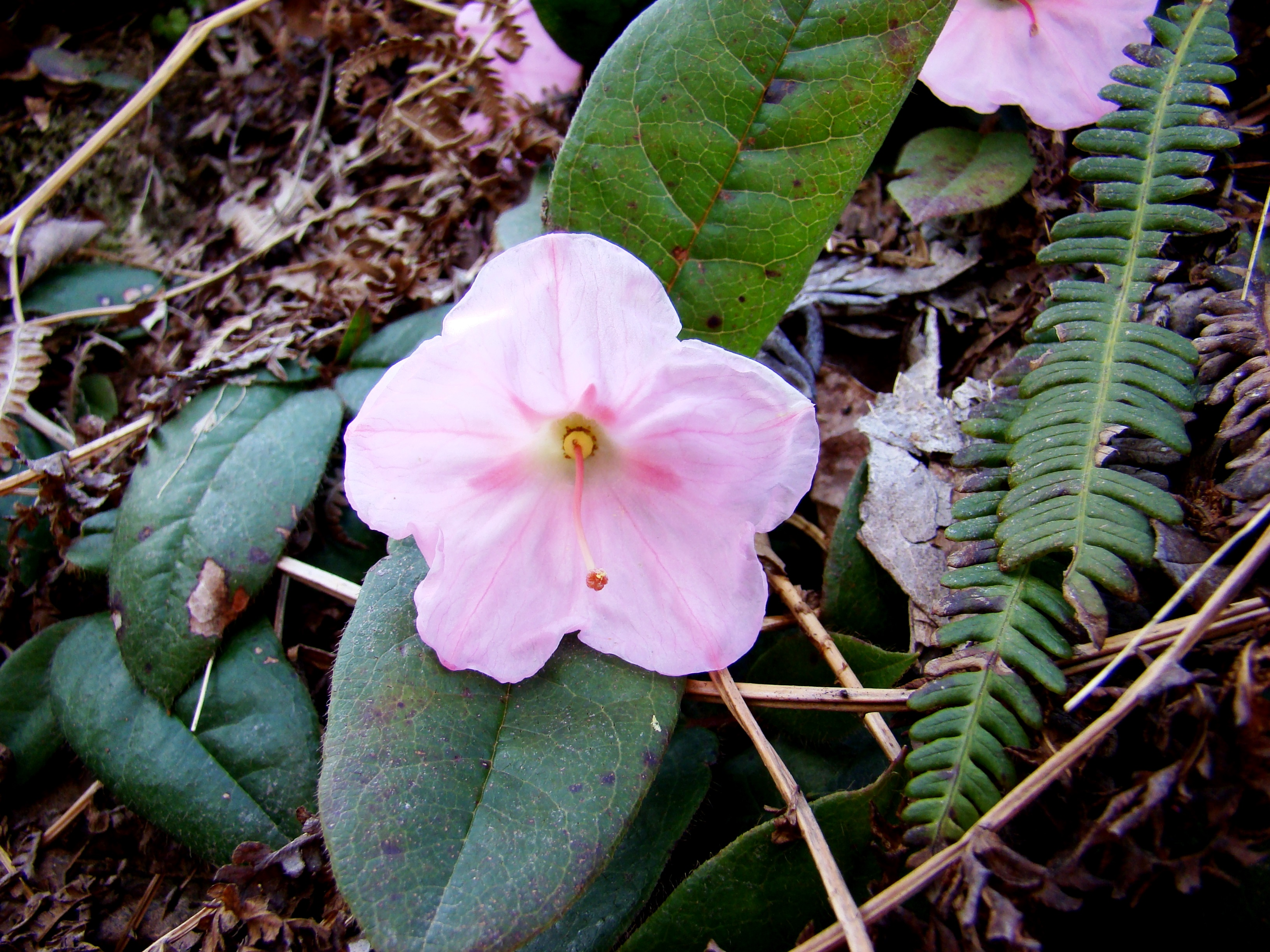
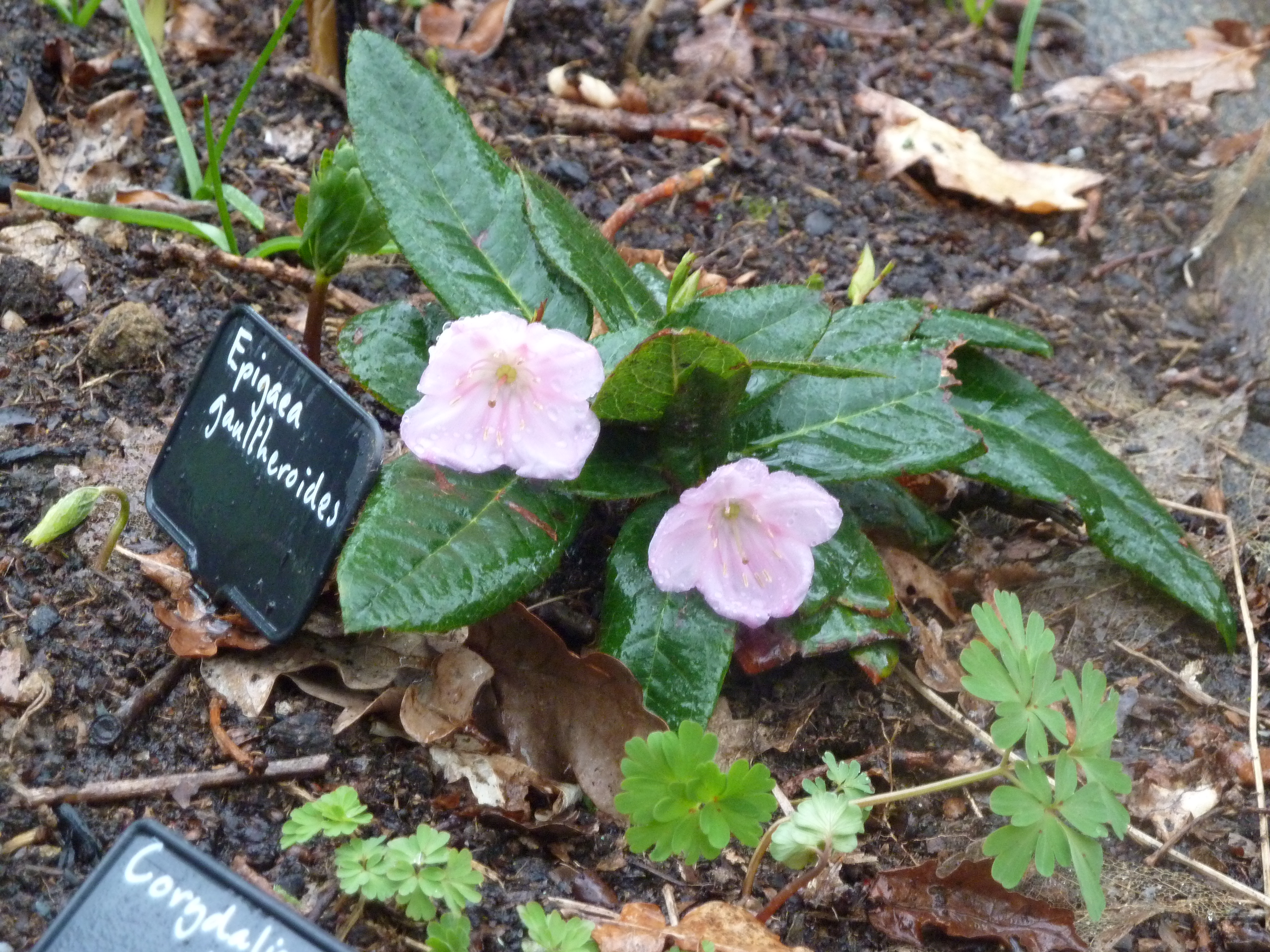